# Dan Makham Tia (huyện)
Dan Makham Tia (tiếng Thái: ด่านมะขามเตี้ย) là một huyện (‘‘amphoe’’) ở phía nam của Kanchanaburi Province, miền trung Thái Lan.

## Lịch sử
Khu vực Dan Makham Tia đã là một làng có lịch sử hơn 200 năm. Đây là làng ranh giới Mueang Kanchanaburi với Miến Điện.
In the area had a short Makham tree (Tamarindus indica), so people called the village Ban Nong Makham Tia. Later was changed to be Dan Makham Tia.
Tiểu huyện (King Amphoe) đã được thành lập ngày 1 tháng 4 năm 1990 từ vụ chia tách 3 tambon Dan Makham Tia, Klondo and Chorakhe Phueak từ Mueang Kanchanaburi. Đơn vị này đã được nâng thành huyện ngày 8 tháng 9 năm 1995.

## Địa lý
Các huyện giáp ranh (từ phía bắc theo chiều kim đồng hồ) là Mueang Kanchanaburi, Tha Muang của tỉnh Kanchanaburi, Chom Bueng và Suan Phueng của tỉnh Ratchaburi.
Nguồn nước quan trọng của vùng này là Khwae Noi và sông Phachi.

## Hành chính
Huyện này được chia thành 4 phó huyện (tambon), các đơn vị này lại được chia thành 39 làng (muban'). Dan Makham Tia là một thị trấn (thesaban tambon) which nằm trên một phần của tambon Dan Makham Tia. Ngoài ra có 4 Tổ chức hành chính tambon (TAO).
| Số TT | Tên             | Tên tiếng Thái | Số làng | Dân số |  |
| ----- | --------------- | -------------- | ------- | ------ |  |
| 1.    | Dan Makham Tia  | ด่านมะขามเตี้ย    | 12      | 10.205 |  |
| 2.    | Klondo          | กลอนโด         | 11      | 8.032  |  |
| 3.    | Chorakhe Phueak | จรเข้เผือก       | 10      | 10.158 |  |
| 4.    | Nong Phai       | หนองไผ่         | 6       | 3.853  |  |